# Winner, South Dakota
Winner är administrativ huvudort i Tripp County i South Dakota. Enligt 2020 års folkräkning hade Winner 2 921 invånare.